# Moulinex
 (mars 2018).
Moulinex est une marque française de petit électroménager appartenant actuellement au groupe SEB.
Moulinex a été créée en 1937 à Alençon (Orne), par Jean Mantelet sous le nom « Le moulin-légumes ». La société essaime après la Seconde Guerre mondiale ses usines de production dans toute la Basse-Normandie et les Pays de la Loire.

## Historique

### La création de la société
En 1932, Jean Mantelet, cogérant de la Manufacture d'emboutissage de Bagnolet - Mantelet et Boucher -, s'approprie l'invention belge du Passe-vite qu'il rebaptise (via le dépôt d'un brevet) sous le nom de Moulin-Légume, appareil basé sur le principe et la rotation d'un disque profilé en hélice, pivotant sur un axe entrainé par une manivelle et s'appuyant sur une crépine perforée qui écrase les légumes cuits, contenus dans une cuve circulaire, pour les réduire en purée. Il décide de commercialiser son produit en faisant le tour des foires, d'abord à Lyon puis à Paris, avec une distinction par le Concours Lépine. La production de masse démarre et permet d'en réduire le prix. C'est le début du succès, avec deux millions d'appareils vendus entre 1933 et 1935.
En 1937 la petite usine de Bagnolet étant saturée, Jean Mantelet décide de s'installer en Normandie, à Alençon dans les bâtiments d'une ancienne filature de chanvre et de lin, située à la limite de Saint-Paterne sur une parcelle de plusieurs hectares entre la RD 955 vers St Paterne, et la route d'Ancinnes vers Perseigne, au bord de la voie ferrée Caen-Tours. Il peut ainsi profiter d'une main-d'œuvre féminine et rurale de bonne qualité. C'est à cette époque que la Manufacture d'emboutissage de Bagnolet Mantelet et Boucher est rebaptisée « Le Moulin-Légume ».
En 1957 la société prend le nom de « Moulinex ».

### Multiplication des produits

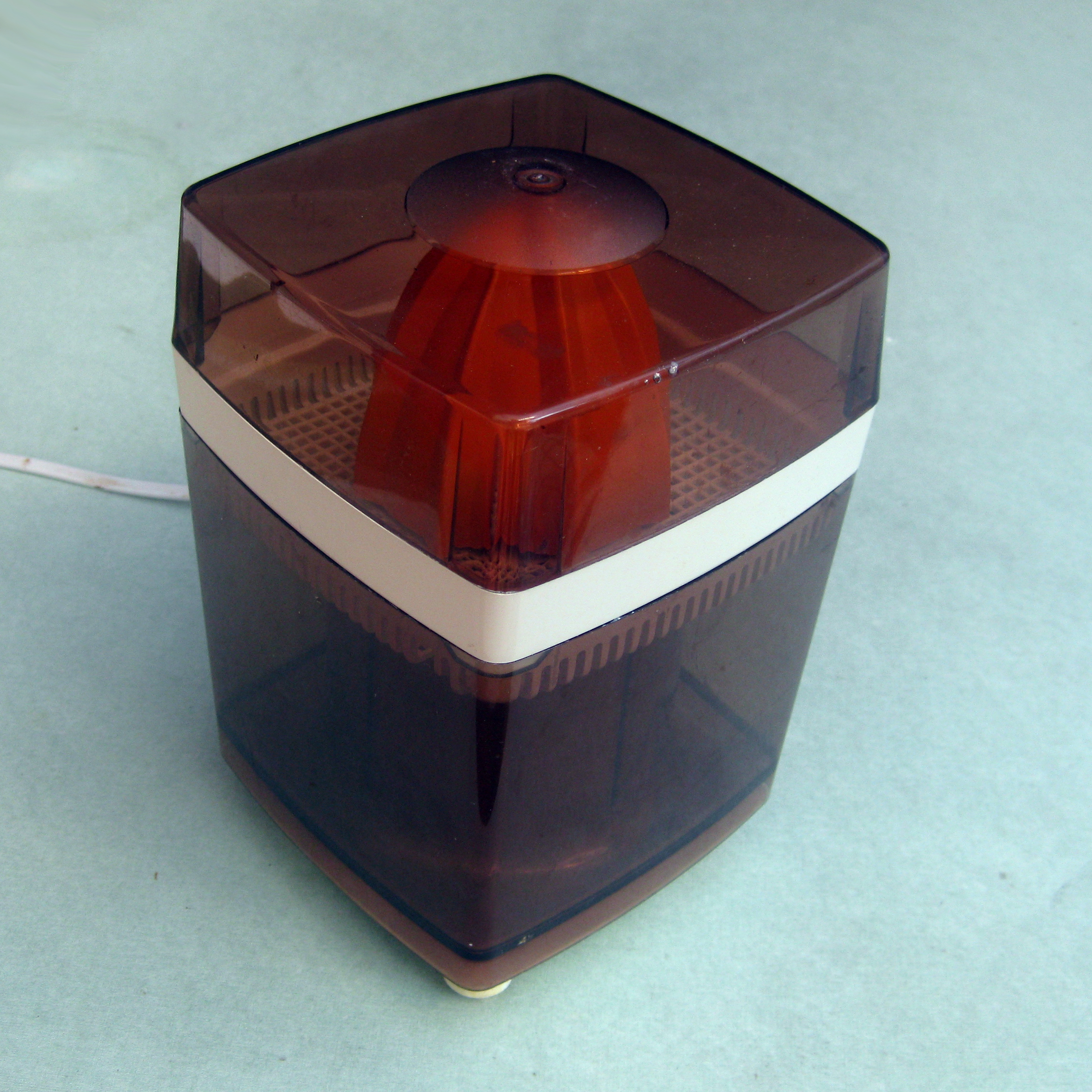
Presse-agrumes Moulinex de type PA1A.

En 1954, Jean Mantelet invente le Legumex, appareil à manivelle pour éplucher les pommes de terre et les carottes.
Le succès grandissant de l'entreprise repose sur des produits de qualité, où le design tient un rôle important, à usage facile et à des prix inférieurs au marché. Avec son slogan « Moulinex libère la femme », la marque accompagne à travers l'équipement ménager, l'émergence de la société de consommation des Trente Glorieuses. Jean Mantelet et son bureau d'études travaillent en recherche et développement pour mettre au point en moyenne trois nouveaux produits par an, comme le hachoir électrique, les robots (Robot-Marie, appelé ainsi parce que la cuisinière de Jean Mantelet se prénommait Marie, Robot-Jeannette et Robot-Marinette…), l'aspirateur (1961), la centrifugeuse (1963), la rôtissoire, la yaourtière, la cafetière électrique (1971), le presse-agrumes, l'ouvre-boîtes électrique, le couteau électrique, le four à micro-ondes (1979), la machine à pâtes (1980), etc.
Au début des années 1980, Moulinex est le premier fabricant de petit électroménager en France. La production journalière atteint 180 000 appareils, grâce à un effectif de 10 700 salariés répartis dans douze usines.
L'entreprise dispose d'usines à Alençon (Orne), Bayeux (Calvados), Cormelles-le-Royal (Calvados), Saint-Lô (Manche), Argentan (Orne), Falaise (Calvados),Domfront (Orne), Mamers (Sarthe), Fresnay-sur-Sarthe (Sarthe), Villaines-la-Juhel (Mayenne), Mayenne (Mayenne).

### La fin des années glorieuses
Au printemps 1988, les ventes et la chute sur les marchés concurrentiels commencent. Une reprise de l'entreprise par des salariés (RES) est mise en place, mais la succession de Jean Mantelet mal préparée, fait plonger la marque dans la crise.
En 1991, Moulinex rachète la société allemande Krups pour l'équivalent de 97 548 000 d'euros et dont la restructuration sociale coûtera 79 812 000 en plus. Cette très grave erreur d'acquisition, ruineuse, d'une société très mal en point, accentue encore plus l'étranglement financier de Moulinex. Cette période correspond également au décès de Jean Mantelet, fondateur de l'entreprise survenu en janvier 1991. La concurrence asiatique sur ses marchés fait chuter la marque populaire qui ne peut plus résister aux produits étrangers à faible coût, et son positionnement dans un segment de plus haute qualité ne colle plus avec son image.
En janvier 1994, Moulinex très endettée en rachetant Krups est au bord du dépôt de bilan.
En mai 1994, la société d'investissement Euris de Jean-Charles Naouri entre à 40 % dans le capital de Moulinex. Il apporte un milliard de francs. Il se donne trois ans pour rétablir les finances de l'entreprise mais n'y parvint pas. En juin 1996, annonce d'un plan social qui prévoit la suppression de 2600 emplois dont 2100 en France. Mais aussi la fermeture de deux usines, celles de Mamers et d'Argentan. Le plan social est beaucoup trop tardif et n’inverse pas la situation de Moulinex.
En mars 2000, le groupe italien El.Fi SpA entre au capital de Moulinex avec 25 % puis 74 %. El.Fi SpA est un groupe financier familial italien dirigé par les frères Nocivelli qui possède de nombreuses marques, dont Brandt, Vedette et De Dietrich. Très vite, l’hypothèse selon laquelle Moulinex et Brandt pourraient fusionner voit le jour, d'autant plus que le El.Fi SpA insiste sur les synergies des deux marques.
Le 22 décembre 2000, le groupe Moulinex-Brandt est créé : après de nombreuses et longues discussions, les actionnaires de Moulinex approuvent la fusion avec Brandt via El.Fi SpA (le processus de fusion avait été enclenché en octobre 2000). Moulinex se place dans la branche "petit électroménager" du groupe, tandis que Brandt se place comme la branche gros électroménager. Patrick Puy est nommé PDG du groupe.
Le 25 avril 2001, Le PDG de Moulinex-Brandt, Patrick Puy, voyant la baisse continuer, annonce un nouveau plan social de grande ampleur. Celui-ci prévoit la suppression de 4 000 emplois, dont 1 500 en France, mais aussi la suppression de six usines dont trois en France : celles d'Alençon, de Cormelles-le-Royal et de Lesquin. Le coût de cette restructuration est estimé à 200 millions d'euros et l'endettement du groupe est alors à son maximum.
Le 7 septembre 2001, Moulinex-Brandt dépose le bilan et la liquidation de la société est prononcée. Tout ceci est la conséquence de ne pas avoir pu obtenir le soutien financier d'El.Fi SpA initialement prévu. El.Fi SpA devait initialement souscrire à une augmentation de capital, mais changea de décision au dernier moment. Lourdement déficitaire, criblé de dettes, l'absence de nouveaux financiers et les banques ne suivant plus, le conseil d'administration de Moulinex décide le dépôt de bilan.

### Reprise par le Groupe SEB
Après l’annonce du dépôt de bilan, les marques Moulinex et Brandt espèrent trouver un repreneur. Ainsi, Moulinex, la branche du petit électroménager, est rachetée par la société française Groupe SEB, tandis que Brandt, la branche gros électroménager, est reprise par la société israélienne Elco (en).
Le 28 septembre 2001, le Groupe SEB fait une première offre de reprise en étant conscient du fort potentiel de la marque, très appréciée par les ménages français. Le 22 octobre 2001, le tribunal de Nanterre tranche entre l’offre de reprise Moulinex par le Groupe SEB ou bien la reprise par le fonds d'investissement Fidei. 
La reprise par le Groupe SEB  permet de conserver 1 856 emplois sur les 5 590 que compte Moulinex en France et de garder trois usines sur neuf en France : celle de Villaines-la-Juhel, celle de Mayenne et celle de Fresnay-sur-Sarthe. Les administrateurs judiciaires procèdent à la fermeture des autres sites et aux licenciements des salariés, ce qui provoque de nombreuses manifestations à Alençon et Paris.
Grâce au plan de reclassement au 31 mars 2006, 772 employés ont pu retrouver un emploi dans diverses branches hors Moulinex.
Certains se sont mis à leur compte, chauffeurs routiers, commerçants, employés administratifs et comptables.
En 2021, Moulinex est la 3e marque mondiale du groupe SEB.

### Association Jean Mantelet
D'anciens employés de Moulinex ont créé des associations d'anciens employés des usines normandes dans certaines villes où elles étaient installées.

### Moulinex en 2018
La marque Moulinex couvre une gamme large d'appareils petit électroménager. La marque est présente dans de nombreux pays. Elle est présente dans la plupart des grandes enseignes ainsi que dans les magasins de cuisine. Les produits sont fabriqués dans les usines du Groupe SEB présentes en France et en Chine.